# 1214 Richilde
1214 Richilde eller 1932 AA är en asteroid i huvudbältet, som upptäcktes 1 januari 1932 av den tyske astronomen Max Wolf.
Asteroiden har en diameter på ungefär 36 kilometer.